# Маргарита из Штернберка
Маргарита из Штернберка (пол. Małgorzata ze Šternberka, чеш. Markéta ze Šternberka; ? — около 5 июня 1365) — чешская дворянка, жена князя Бытомского и Козленского Болеслава Бытомского (ок.1332 — 1355), княгиня Бытомская (1355-1357).

## Биография
Маргарита была старшим ребенком и единственной дочерью чешского магната Ярослава из Штернберка (чеш. Jaroslav ze Šternberka) и его второй жены Маргариты из Билины (чеш. Markéta z Bíliny).
В феврале 1347 года Маргарита вышла замуж за Болеслава Бытомского, князя Бытомского и Козленского. В 1355 году князь Болеслав Бытомский скоропостижно скончался в Италии. В своем завещании он оставил Бытомское княжество Маргарите в качестве вдовьего удела. Однако сразу же после смерти Болеслава Бытомского начался спор о наследовании Бытомского княжества между князьями олесницким и цешинским, которые претендовали на него в силу договора, подписанного отцом Болеслава, князем Владиславом Бытомским, и королями Чехии. В  соответствии с этим договором при отсутствии наследников мужского пола было разрешено наследование княжества по женской линии. Князь Конрад I Олесницкий завладел Козленским княжеством и предъявил права на Бытом от имени своей жены Евфимии, старшей сводной сестры Болеслава Бытомского. Князь Казимир I Цешинский выступил на правах опекуна трех дочерей Болеслава. В результате этого конфликта права Маргариты из Штернберка на Бытомское княжество были оспорены и ее правление было лишь формальным.
После двухлетней тяжбы 8 декабря 1357 года было достигнуто соглашение: Бытомское княжество был разделено между Конрадом I Олесницким и Казимиром I Цешинским; трем дочерям Болеслава Бытомского пришлось отказаться от своих прав. Три года спустя, в 1360 году, сын Казимира, новый князь цешинский Пшемыслав I Носак женился на Елизавете, старшей дочери Болеслава, и тем самым приобрел дополнительные права на половину Бытома. Маргарита умерла пять лет спустя.

## Семья
От брака Маргариты из Штернберка с Болеславом Бытомским родились три дочери:
- Елизавета Бытомская (1347/1350 — после 1373), жена с 1360/1363 года Пшемыслава Носака, князя Цешинского (1332/1336 — 1410)
- Евфимия Бытомская (1350/1352 — 1411), 1-й муж с 1364 года князь Вацлав Немодлинский (ум. 1369), 2-й муж с 1369/1370 года Болеслав III, князь Зембицкий (1344/1348 — 1410)
- Болька Бытомская (1351/1355 — 1427/1428), аббатиса в Тшебнице (с 1405 года).